# له انگوک باو
له انگوک باو (انگلیسی: Lê Ngọc Bảo؛ زادهٔ ۲۷ مارس ۱۹۹۸) بازیکن فوتبال اهل ویتنام است.
وی همچنین در تیم‌های ملی فوتبال زیر ۲۳ سال ویتنام و ویتنام بازی کرده‌است.